# Chrysler Sigma
Der Chrysler Sigma war eine Version des Mitsubishi Galant, die ab 1977 vom Chrysler-Werk in Adelaide in Australien hergestellt wurde. Als Mitsubishi 1980 dieses Werk übernahm, wurde der Wagen in Mitsubishi Sigma umbenannt. 1987 wurde dieses Modell eingestellt; Nachfolger war der Mitsubishi Magna.

## Von Jahr zu Jahr

### Serie GE (1977–1980)

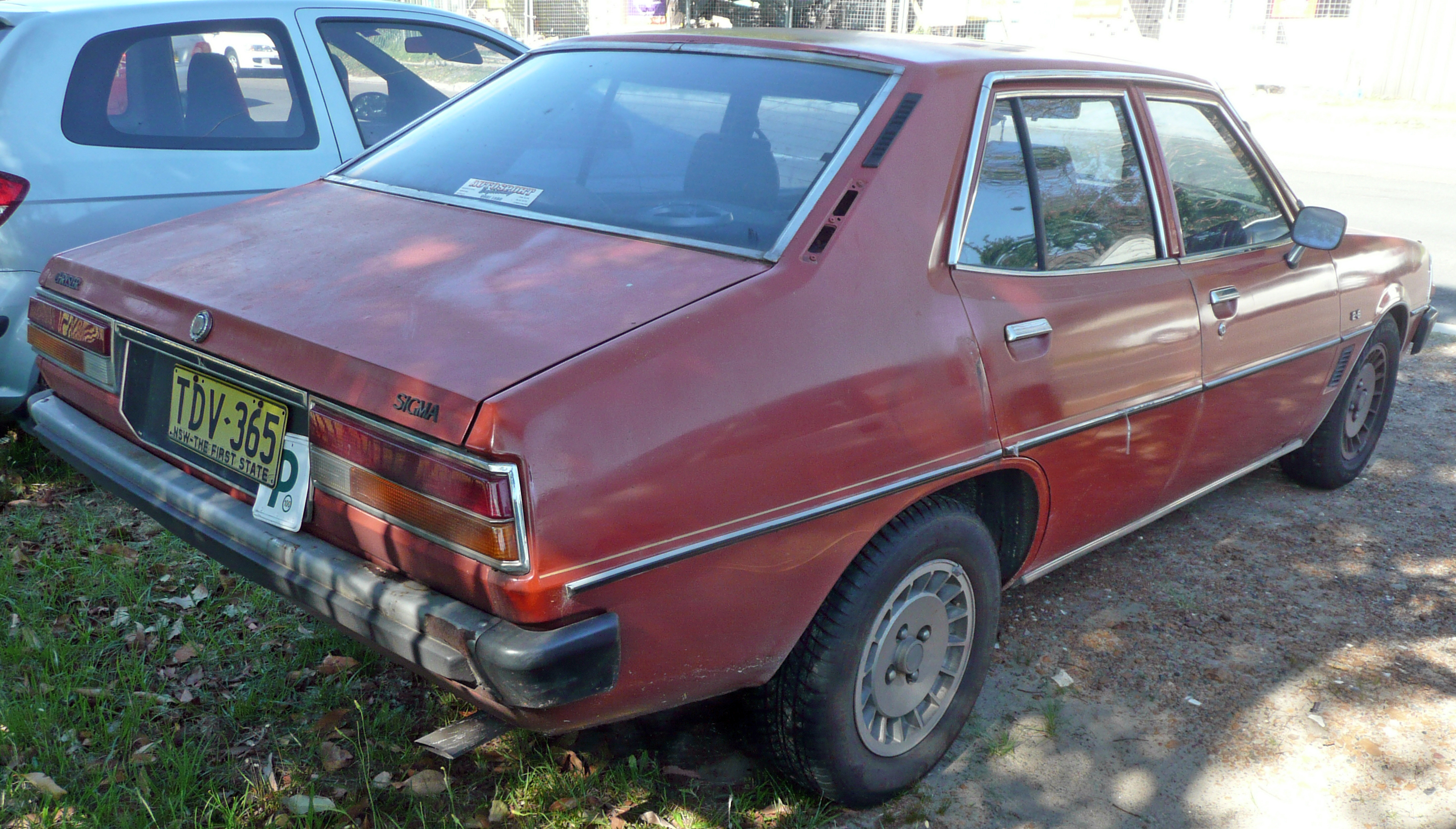
Der Chrysler Sigma entsprach dem Mitsubishi Galant Σ

Die ersten Sigma aus Australien kamen im Oktober 1977 auf den Markt und ersetzten die auslaufende GD-Serie des Mitsubishi Galant. Sie waren anfangs mit dem Chrysler-Emblem versehen. Mit der GE-Serie wurde der neue Mitsubishi-Astron-Motor auf dem australischen Markt eingeführt; die 1,6-Liter-Mitsubishi-Saturn-Maschine war im Basismodell Sigma Galant ebenfalls erhältlich. Das mittlere Modell war der Sigma GL, der mit den 1,85- und 2,0-l-Astron-Motoren und einem handgeschalteten Vierganggetriebe geliefert wurde. Das Spitzenmodell Sigma SE war anfangs nur mit dem Astron-2000-Motor und Dreistufenautomatik lieferbar. Es hatte eine luxuriöse Ausstattung mit umlegbaren Rücksitzen.
Im März 1978 gab es eine importierte 2-türige Coupé-Version namens Sigma Scorpion, die auf dem Mitsubishi Sapporo basierte, und sechs Monate später gab es einen Kombi für die ganze Modellreihe.
Ein handgeschaltetes Fünfganggetriebe gab es als Grundausstattung nur im SE ab 1979 und im Januar 1980 kam der 2,6-l-Astron-Motor auf Wunsch in der GL- und der SE-Ausführung. Dieser Motor war der laufruhigste und leistungsfähigste Vierzylindermotor aus australischer Produktion und war für sein hohes Drehmoment bekannt; er leistete 73 kW (99 PS) bei 4800/min und hatte ein Drehmoment von 188 Nm bei 2400/min. Dieser Motor wurde in Australien auch in der Magna-Serie und der Triton-Lieferwagenserie eingesetzt, ebenso wie im Pajero 4×4 bis 1996.
Die Sigma GE – Serie wurde im Mai 1980 durch die überarbeitete GH-Serie ersetzt.

### Serie GH (1980–1982)
Die GH-Serie kam im Mai 1980 und war gegenüber dem Vorgänger vorne und hinten wesentlich überarbeitet worden. Interessanterweise erschien sie in Australien erst 1980, während die auf dem japanischen Heimatmarkt und in Neuseeland montierten Mitsubishi Sigma der GH-Serie schon 1979 eingeführt wurden.
Die Mechanik entsprach dem Vorgängermodell mit Ausnahme des nicht mehr angebotenen 1,85-l-Motors. Das Grundmodell hieß jetzt einfach nur Sigma anstatt Sigma Galant, um eine Verwechslung mit dem Mitsubishi Galant zu vermeiden.
Zwischen GL und SE gab es noch ein GLX-Modell, das als Sportpaket angeboten wurde. Es gab ein limitiertes Sondermodell Peter Wherrett, das nach dem gleichnamigen australischen Motorjournalisten benannt war, der bei Mitsubishi Australien das Handling des Sigma verbessern durfte, nachdem er sich darüber beschwert hatte.
Im Oktober 1980 wurde der Chrysler Sigma in Mitsubishi Sigma umbenannt, da die Japaner die Automobilaktivitäten von Chrysler in Australien aufgekauft hatten.
Im September 1981 stellte Mitsubishi in Zusammenarbeit mit dem Turbolader-Spezialisten Garrett eine limitierte Serie von 500 Sigma Turbo her, das erste in Australien gefertigte Auto mit Turbomotor. Der aufgeladene 2,0-l-Astron-Motor lieferte 158 PS (116 kW) und 235 Nm Drehmoment.
Im Februar 1982 wurde die GH-Serie eingestellt.

### Serie GJ (1982–1984)
Der überarbeitete Sigma der Serie GJ kam im März 1982 heraus und basierte auf dem 1980er Mitsubishi Galant für den japanischen Markt. Sie hatten ein Facelift erhalten, wobei die Kombimodelle nur vorne neu waren; ab der Spritzwand folgten sie noch dem GH-Standard.
Motoren und Getriebe entsprachen denen des Vorgängermodells, die Leistung wurde etwas höher: der 2,0-l lieferte nun 95 PS (70 kW) und 152 Nm und der 2,6-l 103 PS (76 kW) und 192 Nm.
Ein Sportmodell, der Sigma GSR, wurde ebenfalls entweder mit dem 2,0-l- oder dem 2,6-l-Motor angeboten und hatte entweder ein handgeschaltetes oder ein automatisches Getriebe. Die Ausstattung umfasste Aluminiumräder, Scheibenbremsen an allen vier Rädern, ein Sportlenkrad und die schwarze Lackierung der sonst verchromten Teile wie Fensterrahmen und Türgriffe.
Im Juni 1983 wurde das Grundmodell in Sigma XL umbenannt, damit die Ausstattungsbezeichnungen mit dem Kompaktwagen des Konzerns, dem Mitsubishi Colt übereinstimmten.
Im Oktober 1983 wurde der luxuriöse Sigma Super Saloon vorgestellt, der oberhalb der Ausstattungslinie SE einzuordnen war; er wurde mit der 2,6-l-Maschine und entweder einem handgeschalteten Fünfganggetriebe oder einer dreistufigen Automatik geliefert. Zur Luxusausstattung gehörten Aluminiumräder, feinere Innenausstattung als beim SE (der Kofferraum war mit Teppich ausgeschlagen), elektrische Fensterheber, Klimaanlage, Servolenkung, zusätzliche Innenbeleuchtung (Handschuhfach, Tür, Leseleuchten) und zusätzliche Staufächer.
Auch Zweifarbenlackierung gehörte zur Ausstattung dieses Modells; besondere Farbkombinationen waren hellblau/dunkelblau metallic und hellbraun/dunkelbraun.
Der Sigma der GJ-Serie war der einzige australische PKW in den 1980er-Jahren, der nach Europa exportiert wurde (Chrysler exportierte früher den australischen Valiant). Der Wagen wurde in Großbritannien sowohl als Limousine als auch als Kombi unter dem Markennamen Lonsdale eingeführt.

### Serie GK (1984–1985)
Die GK-Serie wurde im März 1984 herausgebracht. Sie war sowohl innen als auch außen überarbeitet worden.
Außen hatte der GK eine neue Motorhaube und einen flacheren Kühlergrill, sowie neue Rücklichter (die in einigen Märkten schon 1982 auftauchten) und eine neue Heckschürze, wobei das Kennzeichen jetzt unterhalb des hinteren Stoßfängers saß.
Innen wurde die Ausstattung der Modelle verbessert. Die Sitze waren in einigen Modellen anders (besonders im GL) und alle Modelle konnten auf Wunsch mit elektrischen Fensterhebern ausgestattet werden, was auch selten und bei früheren Modellen gar nicht verfügbar war.
Das Grundmodell Sigma XL wurde mit dem 1,6-l- oder dem 2,0-l-Motor ausgeliefert.
Im SE-Modell gab es einstellbare Veloursitze mit einstellbaren Kopfstützen, Armstützen hinten und umlegbaren Rücksitzlehnen.
Die Chromzierringe an den Instrumenten (die gerne abfielen) wurden durch schwarzen Lack ersetzt, und die Türverkleidungen waren in einigen Modellen zweifarbig.
Leseleuchten in der Dachmitte vorne und an den C-Säulen waren nun beim Sigma SE Standard. Servolenkung und elektrische Fensterheber waren auf Wunsch verfügbar. Die SE-Modelle hatten serienmäßig eine Doppellinie rund um den ganzen Wagen und verchromte Rahmen an den hinteren Blinkleuchten.
Es gab noch eine Reihe anderer Veränderungen im Sigma GK, beispielsweise eine vollständige Auskleidung des Kofferraums mit Teppich und Kunststoffschutze für die Lichter. Eine lackierte Kofferrauminnenfläche mit nur sparsamer Teppichausstattung wurde im Sigma GN geliefert; auch die Kunststoffschutze für die Lampen fehlten. Auch hatten im SE-Modell die Türen rote Wegbeleuchtungen unten.
Mechanisch entsprach die GK-Serie dem GJ, nur die SE-Modell hatten Scheibenbremsen hinten als Grundausstattung.
Der GSR erhielt sportliche Front- und Heckspoiler, sowie 15”-Aluminiumräder, und es gab ihn nur mit dem 2,6-l-Motor und Fünfganggetriebe. Der Sigma GSR hatte auch ein Sportlenkrad, schwarze Türrahmen und Türgriffe, sowie Scheibenbremsen hinten.

### Serie GN (1985–1987)
Das Facelift der bisherigen GK-Serie erschien im Juli 1985 als GN-Serie und war gegenüber den Vorgängermodellen nur noch in der GL-Ausstattung lieferbar. Die Modellpalette wurde gestrafft, da im April 1985 der neue Mitsubishi Magna mit Frontantrieb präsentiert wurde, der den Sigma in Australien ablösen sollte.
Die GN-Serie hatte gegenüber ihrem Vorgänger einige Veränderungen in der Außenausstattung, insbesondere eine mattschwarze Lackierung am unteren Teil der Karosserie und den Verzicht auf den umlaufenden Chromstreifen der früheren Modelle. Der neugestaltete Kühlergrill erinnerte an den früheren SE-Grill, es gab neue Radkappen und auf Wunsch wie zuvor bei den SE-Modellen Aluminiumräder.
Größere Veränderungen gab es bei den Kombi-Modellen, da der Magna Kombi erst 1987 auf den Markt kam, mit einer neuen höheren Dachlinie, was den Innenraum des Wagens vergrößerte, sowie einem darauf montierten Heckspoiler. In den Jahren 1986 und 1987 wurden diese Kombis auch nach Neuseeland exportiert. Obwohl sie gegenüber dem frontgetriebenen Mitsubishi Sigma, der in Neuseeland verkauft wurde (der dem neuen Magna ähnlich war, aber schmaler und mit kleineren Motoren ausgestattet), alte Modelle waren, verkauften sie sich recht gut, insbesondere für Fahrzeugflotten.
Die Motorenpalette des Sigma der Serie GN umfasste den 2,0-Liter-Astron-Motor (70 kW/95 PS bei 5.600/min und 152 Nm bei 2.400/min, Verdichtungsverhältnis 9,5:1) und den 2,6-Liter-Astron-II-Motor (83 kW/113 PS bei 5.200/min und 200 Nm bei 2.400/min, Verdichtungsverhältnis 8,8:1). Der Astron-II-Motor hatte gegenüber den früheren Modellen unter anderem einen neuen Zylinderkopf mit automatischen Ventilspielausgleich (Hydrostößel) und Flachkolben. Der Öldruckschalter lag nun hinten am Motorblock. Im Dezember 1985 wurden die 2,0-Liter-Versionen eingestellt, da für Mitsubishi eine Umstellung der alten Motoren auf bleifreies Benzin im Januar 1986 unwirtschaftlich war.
Die letzte Generation des Sigma wurde Anfang des Jahres 1987 eingestellt, da nun auch die neuen Magna-Kombis präsentiert wurden und die Modellpalette in der gesamten Breite verfügbar war.

## Vergleiche auch
- Mitsubishi Galant
- Mitsubishi Magna
- Mitsubishi Sigma